# Alexandra Popp
Alexandra Popp, née le 6 avril 1991 à Witten, est une footballeuse allemande évoluant au poste d'attaquante. Internationale allemande depuis 2010, elle évolue au VfL Wolfsburg. Elle a joué auparavant pour le FCR 2001 Duisburg et 1. FFC Recklinghausen. Elle a été nommée deux fois joueuse allemande de l'année, en 2014 et 2016.

## Biographie
Alexandra Popp, commence le football au FC Schwarz-Weiß Silschede où elle joue jusqu'à 14 ans avec les garçons, puis au 1. FFC Recklinghausen jusqu'en 2008 quand elle rejoint le FCR 2001 Duisbourg, refusant une offre de Olympique lyonnais. Cette année-là, elle est troisième de la coupe du monde des moins de 17 ans 2008 et sacrée championne d'Europe des moins de 17 ans 2008 avec la sélection allemande, remportant les titres de meilleure joueuse et meilleure buteuse. 
Elle joue pour la première fois en Bundesliga féminine le 7 septembre 2008 contre Herforder SV, Alexandra Popp marque son premier but lors de la victoire 8 à 0 contre TSV Crailsheim le 28 septembre, Duisbourg conclut la saison avec une victoire en Coupe féminine de l'UEFA 2008-2009.
L'attaquante allemande remporte en 2009 et 2010 la Coupe d'Allemagne de football féminin. En 2010, Alexandra Popp devient championne du monde des moins de 20 ans, et se voit décerner les prix de meilleure buteuse et meilleure joueuse de la compétition. La même année, elle est sélectionnée pour la première fois en équipe d'Allemagne A. Elle participe à la coupe du monde de football féminin 2011, où elle joue toutes les rencontres, les Allemandes sont éliminées en quarts de finale.
Elle part au VfL Wolfsbourg et gagne pour sa première année au club, le Championnat d'Allemagne de football féminin, la Coupe d'Allemagne de football féminin en battant le 1. FFC Turbine Potsdam 3-2 et la Ligue des champions féminine de l'UEFA en battant l'Olympique lyonnais, double tenant du titre, 1-0. Elle est élue la même année meilleure joueuse allemande par les fans.
En mai 2015, elle participe à toutes les rencontres de l'équipe d'Allemagne lors de la Coupe du monde féminine de football 2015 au Canada, l'Allemagne terminera à la quatrième place.
En 2016, elle fait partie de l'équipe olympique qui remporte la médaille d'or au Brésil, la joueuse sera ensuite décorée de la plus grande récompense sportive en Allemagne, la Silbernes Lorbeerblatt.
En 2017, comme en 2013, Alexandra Popp ne peut participer au Championnat d'Europe féminin à cause de blessures.
Lors de la Coupe du monde féminine 2019 en France, elle est capitaine de l'équipe d'Allemagne qui sera éliminée en quart de finale par la Suède. Pendant ce tournoi elle inscrit un but lors de sa 100e sélection.
Lors de l'Euro 2022 en Angleterre, elle marque au moins un but dans toutes les rencontres, mais ne participe pas à la finale à cause d'une blessure pendant l'échauffement. Elle fait partie de l'équipe type du tournoi.

## Palmarès

### En club
- Ligue des champions (3) : 2008/09, 2012/13 et 2013/14.
- Championnat d'Allemagne (7) : 2012/13, 2013/2014, 2016/17, 2017/18, 2018/19, 2019/20 et 2021/22
- Coupe d'Allemagne (10) : 2009/10, 2012/13, 2014/15, 2015/16, 2016/17, 2017/18, 2019/20, 2020/21 2021/22 et 2022/23.

### En sélection
- Vainqueur des Jeux Olympiques en 2016.
- Vainqueur de la coupe du monde des moins de 20 ans 2010.
- Troisième de la Coupe du monde des moins de 17 ans 2008.
- Vainqueur du Championnat d'Europe des moins de 17 ans 2008.
- Vainqueur du Algarve Cup 2012 et Algarve Cup 2014.

### Distinctions personnelles
- Meilleure joueuse allemande de l'année en 2014 et 2016.
- Ballon d'or de la coupe du monde des moins de 20 ans 2010.
- Meilleure buteuse du Championnat d'Allemagne en 2022/23 (16 buts).
- Meilleure buteuse de la Coupe d'Allemagne en 2011/12 (10 buts).
- Soulier d'or de la coupe du monde des moins de 20 ans 2010.
- Joueuse en or du Championnat d'Europe des moins de 17 ans 2008.
- Meilleure buteuse du Championnat d'Europe des moins de 17 ans 2008.
- Prix de la révélation de l'année 2010.
- Membre de l'équipe-type du Championnat d'Europe en 2022

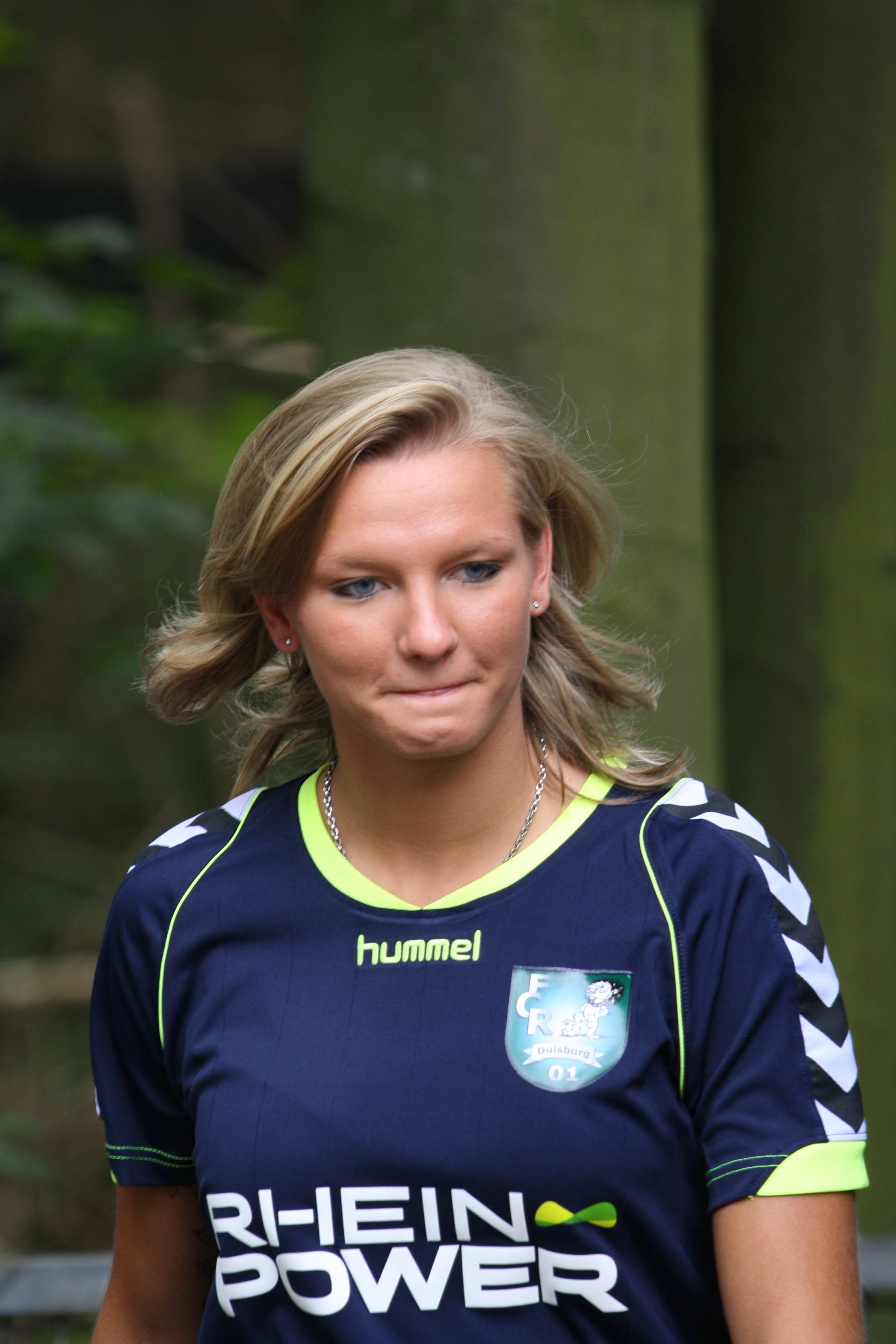
Alexandra Popp en 2011

### Statistiques détaillées
| Saison                | Club                  | Championnat           | Championnat | Championnat | Coupe(s) nationale(s) | Coupe(s) nationale(s) | Supercoupe | Supercoupe | Compétition(s) continentale(s) | Compétition(s) continentale(s) | Compétition(s) continentale(s) | Total | Total |
| Saison                | Club                  | Division              | M.          | B.          | M.                    | B.                    | M.         | B.         | Comp.                          | M.                             | B.                             | M.    | B.    |
| 2008-2009             | FCR Duisburg          | Bundesliga            | 20          | 7           | 2                     | 1                     | -          | -          | C1                             | 8                              | 0                              | 30    | 8     |
| 2009-2010             | FCR Duisburg          | Bundesliga            | 17          | 6           | 5                     | 1                     | -          | -          | C1                             | 7                              | 1                              | 29    | 8     |
| 2010-2011             | FCR Duisburg          | Bundesliga            | 21          | 11          | 2                     | 0                     | -          | -          | C1                             | 8                              | 3                              | 31    | 14    |
| 2011-2012             | FCR Duisburg          | Bundesliga            | 22          | 7           | 4                     | 10                    | -          | -          | -                              | -                              | -                              | 26    | 17    |
| Sous-total            | Sous-total            | Sous-total            | 80          | 31          | 13                    | 12                    | -          | -          | -                              | 23                             | 4                              | 116   | 47    |
| 2012-2013             | VfL Wolfsburg         | Bundesliga            | 21          | 12          | 3                     | 2                     | -          | -          | C1                             | 8                              | 2                              | 32    | 16    |
| 2013-2014             | VfL Wolfsburg         | Bundesliga            | 20          | 10          | 2                     | 2                     | -          | -          | C1                             | 7                              | 5                              | 29    | 17    |
| 2014-2015             | VfL Wolfsburg         | Bundesliga            | 20          | 13          | 3                     | 2                     | -          | -          | C1                             | 8                              | 4                              | 31    | 19    |
| 2015-2016             | VfL Wolfsburg         | Bundesliga            | 16          | 6           | 4                     | 5                     | -          | -          | C1                             | 7                              | 3                              | 27    | 14    |
| 2016-2017             | VfL Wolfsburg         | Bundesliga            | 21          | 8           | 4                     | 0                     | -          | -          | C1                             | 6                              | 1                              | 31    | 9     |
| 2017-2018             | VfL Wolfsburg         | Bundesliga            | 18          | 7           | 3                     | 2                     | -          | -          | C1                             | 9                              | 4                              | 30    | 13    |
| 2018-2019             | VfL Wolfsburg         | Bundesliga            | 20          | 13          | 5                     | 3                     | -          | -          | C1                             | 4                              | 1                              | 29    | 17    |
| 2019-2020             | VfL Wolfsburg         | Bundesliga            | 20          | 11          | 4                     | 1                     | -          | -          | C1                             | 5                              | 1                              | 29    | 13    |
| 2020-2021             | VfL Wolfsburg         | Bundesliga            | 12          | 5           | 2                     | 3                     | -          | -          | C1                             | 4                              | 2                              | 18    | 10    |
| 2021-2022             | VfL Wolfsburg         | Bundesliga            | 9           | 2           | 2                     | 0                     | -          | -          | C1                             | 4                              | 0                              | 15    | 2     |
| 2022-2023             | VfL Wolfsburg         | Bundesliga            | 21          | 16          | 3                     | 5                     | -          | -          | C1                             | 10                             | 3                              | 34    | 24    |
| 2023-2024             | VfL Wolfsburg         | Bundesliga            | 19          | 7           | 4                     | 3                     | -          | -          | C1                             | 2                              | 2                              | 25    | 12    |
| 2024-2025             | VfL Wolfsburg         | Bundesliga            | 19          | 6           | 3+1                   | 0                     | 1          | 0          | C1                             | 8                              | 7                              | 32    | 13    |
| Sous-total            | Sous-total            | Sous-total            | 236         | 116         | 43                    | 28                    | 1          | 0          | -                              | 82                             | 35                             | 362   | 179   |
| Total sur la carrière | Total sur la carrière | Total sur la carrière | 316         | 147         | 56                    | 40                    | 1          | 0          | -                              | 105                            | 39                             | 478   | 226   |

## Vie privée
En parallèle au football, Alexandra Popp commence des études de physiothérapie, après un stage au Zoo de Duisbourg elle entame une formation de gardienne de zoo.